# Söhler
Der Söhler zwischen Netphen und Breitenbach im nordrhein-westfälischen Kreis Siegen-Wittgenstein ist eine 490,1 m ü. NHN hohe Erhebung des Südlichen Siegener Berglandes.

## Geographie

### Lage
Der Söhler erhebt sich in den Gebieten der Stadt Siegen und der Stadt Netphen. Auf deren Grenze liegt sein Gipfel 1,5 Kilometer (km; jeweils Luftlinie) südwestlich von Netphen und 1 km nordnordöstlich von Breitenbach. Auf dem Südosthang des Söhlers entspringt der Weiß-Zufluss Breitenbach, auf seinem Nordwesthang der Sieg-Zufluss Schmällenbach, und an seinem Osthang mit dem Halbach ebenfalls ein Zufluss der Sieg.

### Naturräumliche Zuordnung
Der Söhler gehört in der naturräumlichen Haupteinheitengruppe Süderbergland (Nr. 33), in der Haupteinheit Siegerland (331) und in der Untereinheit Südliches Siegener Bergland (331.0) zum Naturraum Südliches Siegener Bergland (331.04). Seine Landschaft fällt nach Nordosten in die Untereinheit Siegerländer Rothaar-Vorhöhen (Siegquellbergland; 331.2) ab.

## Verkehr und Wandern
Über den Söhler führt die ehemalige Kreisstraße 11, die heute nur noch für Land- und Forstwirtschaft freigegeben ist. Zudem führt ein weit verzweigtes Netz aus kleinen asphaltierten Wirtschafts- und Wanderwegen über den Berg.